# 庫里亞尼
49°25′38″N 24°48′31″E / 49.42722°N 24.80861°E
庫里亞尼（羅馬化：Kuriany）是位於烏克蘭西南部的村莊，由特諾皮爾州特諾皮爾區的納拉伊夫市鎮負責管轄。該村處於納拉伊夫卡河畔，始建於1488年，面積2.72平方公里，2014年人口775。